# Lockheed YF-12
El Lockheed YF-12 fue un prototipo de avión interceptor desarrollado por la compañía estadounidense Lockheed para la Fuerza Aérea de los Estados Unidos como un derivado del avión secreto Lockheed A-12 de la CIA, del que también deriva el famoso avión de reconocimiento estratégico SR-71 Blackbird.

## Diseño y desarrollo
El programa del YF-12 fue un desarrollo del avión espía A-12 OXCART, diseñado para la CIA, que realizó su primer vuelo en 1962. Lockheed ganó interés por parte de la Fuerza Aérea de los Estados Unidos cuando esta tuvo que cancelar el avión XF-108 Rapier, un interceptor de Mach 3 que tenía como intención ser el reemplazo del F-106 Delta Dart en servicio. Se señaló que un avión basado en el A-12 proporcionaría una alternativa menos costosa al XF-108, ya que gran parte del trabajo de diseño y desarrollo en el YF-12 ya se había realizado y pagado. En 1960, la USAF llegó a un acuerdo para utilizar los aviones undécimo al decimotercero de la producción del A-12, y que serían completados con la configuración de interceptor del YF-12A.
Los cambios principales fueron la modificación del morro del avión para ser equipado con el radar Hughes AN/ASG-18, desarrollado originalmente para el F-108, y el añadido de una segunda cabina para un tripulante que operaba el mismo. Las modificaciones del morro alteraron la aerodinámica del avión lo suficiente como para que fuese necesario añadir aletas ventrales en el fuselaje y en las estructuras de soporte de los motores. Finalmente, las bodegas utilizadas para cargar los equipos de reconocimiento en el A-12 fueron convertidas para llevar misiles.
Las pruebas del YF-12A consiguieron nuevas marcas de velocidad y altitud, y mostró resultados prometedores con su sistema de armas. Se realizaron seis lanzamientos de misiles AIM-47, el último desde un YF-12 a Mach 3,2 a una altitud de 22 677 m a un blanco, un B-47 no tripulado a 152 m del suelo. En 1965, la Fuerza Aérea realizó un pedido de 93 F-12B, pero fue cancelado debido a los recortes de presupuesto ordenados por el Secretario de Defensa Robert McNamara. La razón para la cancelación fue, en parte, la creencia de que la Unión Soviética no poseía un bombardero lo suficiente rápido como para realizar una inversión en un interceptor de esa velocidad. El programa fue abandonado en ese momento, pero los YF-12 continuaron volando varios años con la USAF y con la NASA, como aviones de investigación.
De los tres YF-12A, el #06934 fue dañado sin posibilidad de reparación por fuego en la base Edwards durante un aterrizaje fallido el 14 de agosto de 1966; la mitad posterior fue recuperada y combinada con la mitad frontal de una estructura de pruebas estáticas de Lockheed para crear el único SR-71C. El avión se exhibe en un museo en la base Hill, siendo el único SR-71 con aletas ventrales en los motores, un artificio del YF-12 que no existe en los otros SR-71.
El YF-12A #06936 se perdió el 24 de junio de 1971 debido a un fuego en vuelo, donde ambos tripulantes se eyectaron con seguridad. El YF-12A #06935 es el único YF-12 superviviente, que se exhibe en el Museo Nacional de la Fuerza Aérea de los Estados Unidos, cerca de Dayton (Ohio).
Un cuarto YF-12, el YF-12C, no era realmente un YF-12. Se trataba de un SR-71A (#417951) de la Fuerza Aérea, alquilado a la NASA durante un mes tras la pérdida del YF-12A #06936 para poder completar las pruebas de propulsión que tenía la NASA planeadas para el YF-12 accidentado. El SR-71A fue redesignado como YF-12C y se le dio un número de serie ficticio, el #06937 (el número de serie pertenecía realmente al undécimo A-12, que había sido retirado, como el resto de la flota de A-12, en 1968, y guardados en Palmdale). Este avión fue utilizado por la NASA hasta septiembre de 1978, cuando regresó de nuevo a la Fuerza Aérea y posteriormente fue exhibido en el Museo Aéreo de Pima en Tucson (Arizona).

## Variantes
YF-12A
Versión de preproducción. Tres construidos.
F-12B
Versión de producción del YF-12A, con varias mejoras, como un radio de combate aumentado, de 1200 a 1350 millas náuticas, y un sistema de control de fuegos mejorado con el alcance de detección de bombarderos aumentado de 100 a 125 millas; cancelada antes de que comenzara la producción.
YF-12C
Designación ficticia de un SR-71 proporcionado a la NASA para realizar vuelos de pruebas. La designación YF-12 fue usada para mantener la información del SR-71 fuera del dominio público. De 1971 a 1978, el 61-7951 fue prestado temporalmente a la NASA por la Fuerza Aérea como "YF-12C #06937".

## Operadores
Estados Unidos
- Fuerza Aérea de los Estados Unidos

## Especificaciones (YF-12A)
Referencia datos: Lockheed's SR-71 'Blackbird' Family

### Características generales
- Tripulación: Dos (piloto y operador de radar)
- Longitud: 31 m (101,6 ft)
- Envergadura: 17 m (55,6 ft)
- Altura: 5,6 m (18,5 ft)
- Superficie alar: 167 m² (1797,6 ft²)
- Peso vacío: 27 604 kg (60 839,2 lb)
- Peso cargado: 56 200 kg (123 864,8 lb)
- Peso máximo al despegue: 63 504 kg (139 962,8 lb)
- Planta motriz: 2× turborreactor de alto índice de derivación Pratt & Whitney J58/JTD11D-20A.
  - Empuje normal: 91 kN (9279 kgf; 20 458 lbf) de empuje cada uno.
  - Empuje con postquemador: 140 kN (14 276 kgf; 31 473 lbf) de empuje cada uno.

### Rendimiento
- Velocidad máxima operativa (Vno): 3661 km/h (2275 MPH; 1977 kt) (Mach 3,35) a 24 400 m de altitud
- Alcance: 4800 km (2592 nmi; 2983 mi)
- Techo de vuelo: 27 400 m (89 895 ft)

### Armamento
- Misiles: 3× misiles aire-aire AIM-47A Falcon en bodegas internas

### Aviónica
- Radar de control de tiro con capacidad look-down/shoot-down Hughes AN/ASG-18

## Aeronaves relacionadas

### Desarrollos relacionados
- Lockheed A-12
- Lockheed M-21
- SR-71 Blackbird

### Secuencias de designación
- Secuencia F-_ (Cazas estadounidenses, 1962-presente): ← F-9 - F-10 - F-11 - F-12 - F-14 - F-15/E - F-16 →